# Vieux-Boucau-les-Bains
Vieux-Boucau-les-Bains (gaskonsko Lo Bocau Vielh) je naselje in občina v francoskem departmaju Landes regije Akvitanije. Naselje je leta 2009 imelo 1.577 prebivalcev.

## Geografija
Kraj leži v pokrajini Gaskonji ob Biskajskem zalivu, 34 km severozahodno od Daxa. V 70. letih 20. stoletja je na ozemlju občine, po površini najmanjše v departmaju Landes, nastalo umetno jezero, ob njem pa turistični kompleks, Port d'Albret.

## Uprava
Občina Vieux-Boucau-les-Bains skupaj s sosednjimi občinami Angresse, Azur, Magescq, Messanges, Moliets-et-Maa, Saint-Geours-de-Maremne, Seignosse, Soorts-Hossegor, Soustons in Tosse sestavlja kanton Soustons s sedežem v Soustonsu. Kanton je sestavni del okrožja Dax.

## Zanimivosti
- cerkev sv. Klementa, vmesna postaja primorske variante romarske poti v Santiago de Compostelo, tim. Voie de Soulac;